# 26368 Alghunaim
26368 Alghunaim è un asteroide della fascia principale. Scoperto nel 1999, presenta un'orbita caratterizzata da un semiasse maggiore pari a 2,4110841 UA e da un'eccentricità di 0,1452008, inclinata di 4,18350° rispetto all'eclittica.